# Acropora tutuilensis
Acropora tutuilensis е вид корал от семейство Acroporidae.

## Разпространение и местообитание
Този вид е разпространен в Австралия, Американска Самоа, Бахрейн, Вануату, Индонезия, Ирак, Иран, Катар, Кирибати, Кувейт, Малайзия, Маршалови острови, Микронезия, Науру, Обединени арабски емирства, Оман, Палау, Папуа Нова Гвинея, Самоа, Саудитска Арабия, Сингапур, Соломонови острови, Тайланд, Тувалу, Уолис и Футуна, Фиджи и Филипини.
Обитава океани, заливи и рифове в райони с тропически климат.

## Описание
Популацията на вида е намаляваща.